# Georg Karl Wichura
Georg Karl Wichura (1851 – 1923) è stato un generale tedesco.

## Biografia
Intrapresa la carriera militare a vent'anni, entrò nell'esercito prussiano che aveva da poco incominciato i processi per allargarsi e divenire esercito imperiale.
Egli si distinse in particolar modo durante la prima guerra mondiale quando, dal 7 settembre 1916 venne nominato Generale e ottenne il ruolo di comandante generale dell'VIII corpo d'armata dell'esercito tedesco rimanendo in tale posizione sino alla fine della guerra. Con questo corpo d'armata prese parte alla Battaglia di Vimy della primavera 1917.
Nel 1919, dopo il crollo della monarchia, si ritirò dal servizio attivo e morì quattro anni più tardi.